# Francés clásico
Se llama francés clásico al francés utilizado por los escritores entre el Renacimiento y el siglo XVIII. Se trata de un francés fácilmente comprensible por los lectores modernos (al contrario que el francés medio y el francés antiguo) pero que presenta numerosas diferencias en el vocabulario y en la sintaxis, notablemente en la construcción preposicional de los verbos.
De esta forma, el verbo «comencer» (empezar) no se construía nunca con la preposición «par» antes de 1601,; no es hasta esta fecha que aparecen construcciones como «commencer par le début» o «commencer par ici».
La lengua clásica no tiene límites cronológicos precisos, como todos los estados de la domiua que se reagrupan bajo una apelación (antiguo francés, alto alemán, antiguo sajón, etc.). Sin embargo, una característica irreductible del francés escrito de esta época es que sirvió de base para la fijación de la lengua y de las reglas precisas y directivas. Es en efecto a partir de esta lengua que se conoce que los retóricos del Renacimiento y, sobre todo, más tarde, Malherbe y Boileau, escribieron las primeras gramáticas normativas. La norma, teniendo como objetivo servir la ideología directiva de la monarquía absoluta de derecho divino de Luis XIV, responde así a la estética clásica de la misma época. Una lengua clara y normativizada, un objeto de control fue esta lengua clásica, que sería enseñada en toda Francia y se impondría como el francés hablado hoy en día.